# Cincinnati Open 1977
Il Cincinnati Open 1977 è stato un torneo di tennis giocato sulla terra rossa. È stata la 76ª edizione del Cincinnati Open, che fa parte del Colgate-Palmolive Grand Prix 1977. Il torneo si è giocato a Cincinnati in Ohio negli USA, dall'11 al 17 luglio 1977.

## Partecipanti

### Teste di serie
| Nazionalità   | Giocatore      | Ranking | Testa di serie |
| ------------- | -------------- | ------- | -------------- |
| Stati Uniti   | Roscoe Tanner  | 9       | 1              |
| Stati Uniti   | Eddie Dibbs    | 10      | 2              |
| Stati Uniti   | Harold Solomon | 13      | 3              |
| Regno Unito   | Mark Cox       | 14      | 4              |
| Stati Uniti   | Cliff Richey   | 32      | 5              |
| Australia     | Phil Dent      | 23      | 6              |
| Australia     | John Alexander | 30      | 7              |
| Nuova Zelanda | Brian Fairlie  | 34      | 8              |
| Sudafrica     | Bob Hewitt     | 54      | 9              |
| n/a           | n/a            | n/a     | 10             |
| Sudafrica     | Byron Bertram  | 59      | 11             |
| Australia     | Dick Crealy    | 36      | 12             |
| Sudafrica     | Bernard Mitton | 64      | 13             |
| Stati Uniti   | Peter Fleming  | 57      | 14             |
| Stati Uniti   | Tim Gullikson  | 60      | 15             |
| Stati Uniti   | Hank Pfister   | 55      | 16             |

### Altri partecipanti
I seguenti giocatori sono passati dalle qualificazioni:

- Van Winitsky
- Rick Fagel
- Christopher Sylvan
- Larry Gottfried
- Tony Giammalva
- Hubertus Hoyt
- Francisco González
- Mike Powers

## Campioni

### Singolare
Harold Solomon ha battuto in finale  Mark Cox con il punteggio di 6–2, 6–3

### Doppio
John Alexander /  Phil Dent hanno battuto in finale  Bob Hewitt /  Roscoe Tanner con il punteggio di 6–3, 7–6